# ریکاردو گاتی
ریکاردو گاتی (انگلیسی: Riccardo Gatti؛ زادهٔ ۳۰ مارس ۱۹۹۷) بازیکن فوتبال است.
از باشگاه‌هایی که در آن بازی کرده‌است می‌توان به باشگاه فوتبال رجینا اشاره کرد.